# کلبه دریا
کلبهٔ دریا (اسپانیایی: La casa del mar‎) یک مجموعهٔ تلویزیونی درام آرژانتینی است که در سال ۲۰۱۵ منتشر شد. از بازیگران این سریال می‌توان به فدریکو دلیا، گلوریا کارا، داریو گراندینتی، میکائلا باسکس و توماس فونسی اشاره کرد.